# Pornhub
Pornhub är en av världens största pornografiska webbplatser. Den tillhandahåller gratis foton och videor; inkomsterna genereras istället bland annat genom annonser. Pornhub grundades 2007 och ägs av Aylo (tidigare Mindgeek), baserat i Montréal i Kanada.
Plattformens höga profil inkluderar årlig statistik som citeras i massmedia. Man är den mest kända av ett handfull större videoplattformar för pornografiskt material, med Xvideos, XNXX och Xhamster som största konkurrenter.

## Innehåll
Pornhub är en kommersiell videoplattform och nätgemenskap. Den driver trafik och lockar besökare genom att samla gratismaterial i stor mängd. Materialet kan antingen nås genom sökningar, eller via navigering genom tjänstens många genrekategorier. Den största mängden material är av typen mainstreampornografi och i första hand inriktad mot en manlig heterosexuell publik. Där finns dock även mycket material inriktat på andra sexuella preferenser och grupperingar, och en stor andel av besökarna sägs vara kvinnor; 2022 hävdade man att 29 procent av besökarna i USA och 36 procent globalt var kvinnor. Man har introducerat verktyg för ansiktsigenkänning, för att kunna identifiera och kategorisera materialet utifrån deltagande skådespelare.
Pornhubs största konkurrent är det ursprungligen franska Xvideos, vars moderbolag WGCZ numera är baserat i Tjeckien. Båda webbplattformarna presenterar sitt material enligt en modell som namnger de ofta korta videorna med mer eller mindre obscena namn.

## Historik

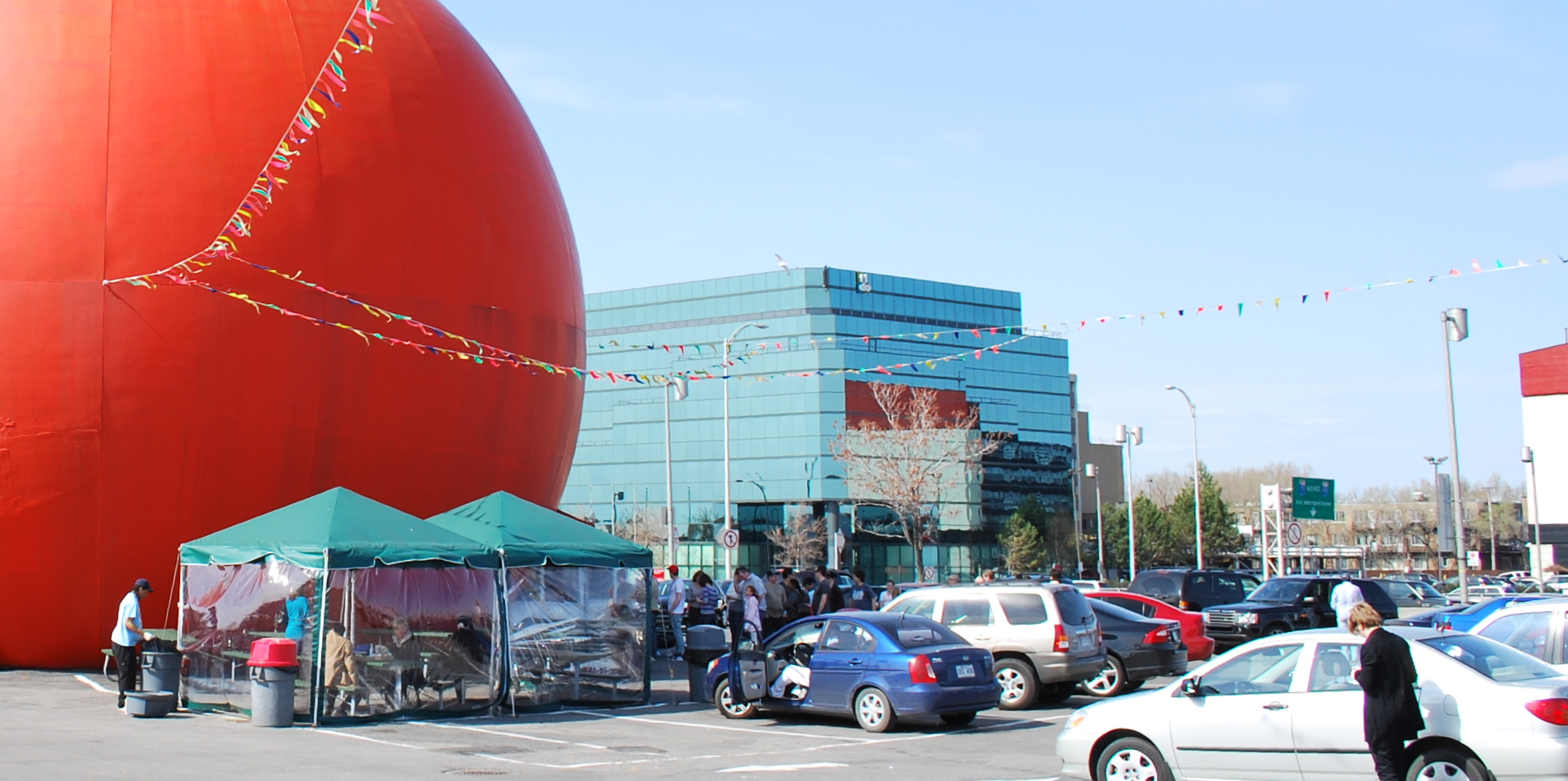
Till vänster i bild Gibeau Orange Julep (2010), en röd och klotrund snabbmatsrestaurang i Montréal, öppnad 1932. Där bakom syns byggnaden där Pornhubs ägare Aylo har sitt huvudkontor.

Webbplatsen grundades 2007 under namnet Interhub. Initiativtagare var Matt Keezer. Det ägdes från starten av det Montréal-baserade företaget Mansef, grundat av några utexaminerade studenter från Concordia University. Bolaget var en av många webbplatser för gratis pornografi av typen kommersiell videogemenskap som under 00-talet började bli en maktfaktor i det växande Internet. Vid Interhubs start var Youtube två år gammalt, och denna mycket expansiva videogemenskap drevs sedan 2006 av Google.
Mansef bytte fram till 2010 namn till Manwin, och sedan den tyske entreprenören Fabian Thylmann detta år köpt företaget skedde ytterligare expansion. Bland annat bytte Interhub namn till Pornhub, och man hade systersajter som Youporn och Redtube. Finansiering kom via riskkapital från en stor konsultfirma i staden, liksom från ett investmentbolag.
Därefter expanderade verksamheten genom att bli porrbranschens svar på Youtube. Gratis pornografi i mängd genererade besökare, vilket gav underlag för reklamintäkter och möjlighet att slussa tillräckligt många besökare över till relaterade betaltjänster. När Pornhub (och konkurrenterna) blev tillräckligt stora och pengastarka, kunde ägarna också förändra affärsmodellen kring internetpornografi. Med allt mer gratismaterial samlat, minskade intäkterna för produktionsbolagens egna betaltjänster; dessa blev ofta tvungna att samarbeta med Pornhub och därifrån försöka locka över en del av besökarna till betalmaterialet.
2012 sålde Thylman sin del i bolaget, som året efter bytte namn till det nuvarande Mindgeek. Man har fortfarande sin huvudsakliga verksamhet förlagd till Montréal, även om det juridiskt har kopplingar till bland annat Cypern, Irland, USA, Rumänien och Luxemburg. Mindgeek (numera Aylo) höll åtminstone tidigare en låg profil, till skillnad mot plattformen Pornhub, och har varit inblandat i skriverier omkring avancerad skatteplanering.

### Tillväxt och betalproblem
Under resten av 2010-talet växte Pornhub i storlek och popularitet. Stora mängder videor laddades årligen upp på plattformen, och 2019 noterade Pornhub rekordantalet 6,83 miljoner. Av uppladdningarna raderas en stor mängd, på grund av olika slags överträdelser. Genom bred marknadsföring och ett stort utbud drog Pornhub till sig en stor del av den internationella massan av konsumenter av internetpornografi, även om man ofta hade större marknadsandelar i Nordamerika än på andra kontinenter. Pornhub blev det kanske mest kända varumärket i en normaliserande utveckling kring internetpornografi där allt fler tittare såg allt mer "gratismaterial"; Kanye West deltog på en Pornhub Awards-gala, liksom Samuel L. Jackson inför publik tidigare nämnt systerplattformen Redtube som en viktig uppfinning. På Tiktok och andra sociala medier spreds 2000/2021 "hey lol" som viral "utmaning", med många tusen videor där någon användare spelade upp en sampling av introt till Pornhub-videor och Childish Gambinos sång "Redbone", och därefter filmade folks ofta generade reaktioner.
Hösten 2020 uppmärksammades Pornhub i en debattartikel i The New York Times, betitlad "The Children of Pornhub" och författad av den mångårige och ibland kontroversielle krönikören Nicholas D. Kristof. I artikeln noterades att det bland Pornhub cirka 13 miljoner lagrade videor – många av dem uppladdade utan kontroll över upphovsrätten till materialet – fanns ett antal som presenterade minderåriga eller offer för människohandel. Problemet är inte unikt för Pornhub, och det beräknas att exempelvis Facebook har en mångdubbelt större mängd motsvarande videor. Däremot påpekades svagheter i Pornhubs moderering av uppladdat material, liksom en tröghet i att implementera trygga lösningar har noterats även av tidigare medarbetare. Den negativa uppmärksamheten var tillräcklig för att de globala betalföretagen Mastercard och Visa skulle frysa sina pengaöverföringar till Pornhubs ägare Mindgeek, och de båda företagen hade sommaren 2024 ännu inte öppnat upp för betalningar till Pornhub.
Blockeringen av pengaflödet till Mindgeek hävdes en knapp vecka senare, efter att Pornhub beslutat att radera 9 miljoner videor. Samtidigt införde man högre krav för verifiering av användarnas/uppladdarnas identitet och blockerade möjligheten till nedladdning av materialet. Problemet med uppladdning av material utan deltagarnas godkännande ledde 2021 till en ny stämning, och 
Den massiva raderingen av videomaterial 2020 ledde bland annat till att material från andra delar av världen än Nordamerika – inklusive från Central- och Östeuropa – blivit mycket synligare på Pornhub. Länder som Ungern och Tjeckien har länge haft en stor lokal pornografisk produktion. Samtidigt minskade spännvidden i genrer, eftersom nischproducenter med mycket udda egenproducerat material inte längre kunde bevara sin anonymitet.
Under stora delar av 2010-talet var Pornhub i besök räknat den största pornografiska webbplatsen i världen. I samband med Pornhubs videoutrensning 2020 gick Xvideos om i den globala statistiken. Senhösten 2021 hade Pornhub återtagit positionen som global porrsajtsetta, med 2,29 miljarder månatliga besök jämfört med Xvideos 2,13 miljarder, men annan statistik från januari 2022 angav fortfarande Xvideos som världsetta. För maj 2024 noterade Statista.com Pornhub som etta med 5,49 miljarder visningar/besök, jämfört med Xvideos 4,02 miljarder.

### Andra aktiviteter och renommé
I oktober 2012 genomfördes en bröstcancerkampanj på Pornhub till förmån för ökad medvetenhet om sjukdomen och för att bidra till ökad forskning. Pornhub åtog sig att betala en cent för var trettionde visning av videor i kategorierna "små bröst" och "stora bröst". 2017 lanserades Pornhub-sektionen "Sexual Wellness Center", där den kanadensiska sexologen Laurie Betito presenterar texter och videor runt kärlek, sexualitet och hälsa.
Sommaren 2021 presenterade man Classic Nudes, ett virtuellt galleri över historisk erotisk konst och med fokus på nakenhet. Detta inkluderade visningar av verk som Jan Gossaerts Adam och Eva, Gustave Courbets Världens ursprung och Tizians Venus från Urbino. Projektet genererade dock negativ publicitet, och sedan flera konstmuseer – Louvren och Uffizierna – stämt Pornhub för att slippa kopplingen mellan deras verk och Pornhub lades projektet ner senare under året. Tidigare under året hade man även presenterat en visningstjänst av äldre pornografisk film, under titeln Remastured (en parafras på och kombination av remastered och masturbation).
Plattformen håller en hög profil och publicerar årligen lättillgänglig statistik om användares allmänna profil och sökintressen i olika länder. Statistiken citeras flitigt i allmänna medier, vilket bidrar till att Pornhub ibland nästan ses som synonymt med den pornografiska branschen i stort.
I början av 2023 köptes Pornhubs ägarbolag Mindgeek oväntat av det kanadensiska investmentbolaget ECP.. Ett halvår senare tillsattes Alexandra Kekesi som chef för Pornhubs varumärkes- och nätverksavdelning, i ett försök att förändra Pornhubs profil och renommé och med en större öppenhet och kommunikation gentemot verksamhetens kritiker. I slutet av 2023 producerade man podden Terms of Service – som del av The Pornhub Podcast – ledd av Kekesi och Asa Akira och med viktiga branschfrågor som tema. Ägarbolaget Mindgeek bytte samma år namn till Aylo.

## Tillgänglighet
Pornhub är tillgänglig via en enhet med tillgång till Internet. Webbplatsen är dock blockerad eller bortfiltrerad i vissa länder där pornografi enligt gällande lagar är olaglig eller motverkas av myndigheterna. Det inkluderar (2023) Kina (sedan 2002), Egypten (sedan 2009), Indien (sedan 2018), Bangladesh, Nepal (sedan 2018) och Pakistan.

### Åldersbegränsning
En del länder har infört eller försökt införa lagstiftning om krav på effektiv åldersverifikation för att minderåriga inte ska få tillgång till Pornhub eller andra pornografiska webbplatser. I USA har sådan lagstiftning 2023 införts på delstatsnivå i Utah, Louisiana, Virginia och Mississippi. Ingen effektiv och icke-integritetskränkande metod för att göra detta har ännu presenterats, och Pornhub har under året därför börjat blockera Internetadresser hemmahörande i dessa fyra delstater. Fram till början av 2024 har detta kompletterats med Texas, Arkansas, Missouri och North Carolina, fyra ytterligare delstater som drivit igenom motsvarande lagstiftning.
I juli 2024 utökades antalet blockerade delstater med Nebraska, Indiana, Kansas, Kentucky och Idaho, inför införandet av delstaternas nya lagar runt åldersverifikation på Internet. Istället för den normala startsidan på Pornhub, möts besökare av en video där Cherie Deville meddelar att den lagstiftade metoden för åldersverifikation istället riskerar medborgarnas rätt till privatliv. Pornhub hävdar att nedstängningen kan ses som en signal att få delstatspolitiker att istället försöka lösa problemet med åldersverifikation närmare användaren, det vill säga genom generell åldersidentifiering i den digitala enheten.
4 juni 2025 stängde Aylo av åtkomsten till Pornhub och sina andra användargenerade plattformar i Frankrike. Detta föregicks av en nyligen införd fransk lag som krävde 18-årsgräns för åtkomst till pornografiska webbplatser. Aylo hävdar att den franska modellen för åldersverifiering riskerar spridning av användarnas personliga data.